# Chlorodrepanis
Chlorodrepanis és un dels gèneres d'ocells hawaians de la família dels fringíl·lids (Fringillidae). Són coneguts en anglès pel nom nadiu "Amakihi".

## Classificació
Les espècies del gènere Chlorodrepanis han estat incloses dins Hemignathus fins fa poc, en què han estat ubicades aquí, arran treballs com James, 2004
Segons la classificació del Congrés Ornitològic Internacional (versió 3.5, 2013), aquest gènere està format per 3 espècies:
- Chlorodrepanis virens - amakihi de Hawaii.
- Chlorodrepanis flava - amakihi d'Oahu.
- Chlorodrepanis stejnegeri - amakihi de Kauai.